# Mike Mangini
Michael Mangini (nascut el 18 d'abril de 1963 a Newton, Massachusetts) és un famós i reconegut bateria. Al llarg de la seva carrera ha tocat amb grups com Annihilator, Extreme, Steve Vai i James LaBrie (cantant de Dream Theater).

## Biografia
Mike Mangini va començar a tocar la bateria quan tenia cinc anys. En aquesta època practicava al voltant de deu hores al dia i quan tenia nou anys ja podia tocar cançons de Buddy Rich. A secundària va tocar a diferents bandes a la seva escola i va participar en importants festivals al seu país.
L'any 1991 es va convertir en el bateria del grup canadenc Annihilator. Amb Annihilator va gravar la majoria de les cançons de l'àlbum Set the World on Fire i va ser el bateria del grup en els concerts d'Annihilator fins a l'any 1994. En aquest mateix any Mangini va substituir el bateria Paul Geary en el grup nord-americà Extreme. El 1996 el guitarrista Steve Vai va contractar a Mangini com a bateria pels concerts. Mangini va ser el bateria d'en Vai fins a l'any 2000.
L'any 2004, el guitarrista canadenc i fundador d'Annihilator, Jeff Waters, va tornar a contractar-lo com a bateria d'Annihilator per la gravació del disc All For You. El 2007, Mike Mangini va gravar de nou amb Annihilator. En aquest cas el disc Metal.
L'any 2005 en Mangini accedeix al lloc de professor del Berklee College of Music. Deixa el lloc l'any 2010, quan s'incorpora al grup Dream Theater, en substitució de Mike Portnoy, qui deixà la banda el setembre d'aquell any.